# Норд, Бенедикт Наумович
Бенедикт Наумович Норд (настоящая фамилия Левин; 13 (26) октября 1901 года, Брусилов, Радомысльский уезд, Киевская губерния, Российская империя — 5 октября 1965, Москва, СССР) — советский театральный режиссёр, Народный артист Украинской ССР (1954)

## Биография
Родился 13 (26) октября 1901 года в Брусилове в еврейской купеческой семье. После 1945 года работал в Государственном академическом театре имени И. Франко в Киеве.
Был женат на Евгении Михайловне Ростовой-Норд (урожд. Гольденберг, 1916—2001), актрисе радио, после смерти мужа ― режиссёре-педагоге студии художественного слова при Московском городском дворце пионеров и школьников на Ленинских горах. В этом браке родился сын Виктор Норд, кинорежиссёр, эмигрировавший в 1973 году из СССР в США.
Окончил в 1918 году художественную студию в Киеве, мастерская О. Мурашко.
Окончил ЦЕТЕТИС (ныне ГИТИС) в Москве (Белорусскую студию под руководством М. Рафальского, 1926).
В 1926—1931 годах — режиссёр БелГОСЕТ (Белорусский государственный еврейский театр). В 1932 году был командирован правительством Белорусской ССР на стажировку в Берлин и Бабельсберг.
В 1932—1934 годах — режиссёр МХАТ-2; в 1936 г. поставил спектакль «Благочестивая Марта» в Киевском русском театре имени Леси Украинки.
В 1936—1940 годах занимал должность художественного руководителя Московского ГОСЦЕНТЮЗа.
С 1941 по 1946 годы был главным режиссёром и художественным руководитель театра Красной армии ПриКВО (впоследствии под названием Передвижного Театра Юго-Западного и 2-го Украинского фронтов; по окончании войны и до 1946 года этого же театра под новым названием — Театра ОВО — Одесского военного округа).
В 1946—1951 годах — главный режиссёр Киевского украинского драматического театра имени И. Франко.
Доцент, заведующий кафедрой режиссуры Киевского театрального института имени Карпенко-Карого.
В 1952—1963 годах — главный режиссёр Харьковского украинского драматического театра имени Тараса Шевченко.
С 1960 года — профессор Харьковского театрального института.
Весной 1965 года в Театре имени Моссовета начал репетировать спектакль «Глазами клоуна» (пьеса Б. Н. Норда по роману Г. Бёлля с Г. Бортниковым в главной роли). Смерть Норда прервала эту работу, и спектакль по его пьесе заканчивали Г. Бортников и Ю. Белов.
Профессор ГИТИСа.
Похоронен на Новодевичьем кладбище вместе со своей супругой.
Был близким другом и ментором литератора Алексея Высоцкого и его брата Семёна (отца В. С. Высоцкого).

## Награды
- Заслуженный артист Украинской ССР
- Народный артист Украинской ССР (1954)
- Орден Трудового Красного Знамени (24.11.1960)

## Театральные работы

### Режиссёр
Харьковский драматический театр
- Гамлет

МХАТ
- Зима тревоги нашей (пьеса Б. Н. Норда по Дж. Стейнбеку, в главной роли П. Массальский)

Театр имени Моссовета
- Глазами клоуна (пьеса Б. Н. Норда по роману Г. Бёлля, с Г. Бортниковым в главной роли)

Театр имени Ленинского комсомола
- Первая конная

## Фильмография

### Актёр
- 1930 — Ненависть (Белгоскино)[2]

### Режиссёр
- 1957 — Любовь на рассвете[3]